# Andra kammarens vänster
Vänstern var en kortlivad partigrupp med liberal tendens i den svenska riksdagen under 1886 års riksdag.

## Riksdagsmän (listan ej komplett)
- Klas Pontus Arnoldson
- William Farup
- Arvid Gumælius
- Richard Gustafsson
- Adolf Hedin
- Per Siljeström